# Гусарівка (Барвінківська міська громада)
Гуса́рівка — село в Україні, у Барвінківській міській громаді Ізюмського району Харківської області. Населення становить 575 осіб.

## Географія
Село Гусарівка знаходиться на обох берегах річки Сухий Торець біля місця впадання в неї річки Бичок. До нього примикають села Василівка Друга, Нікополь та Новопавлівка. В селі є залізнична станція Гусарівка. Біля села піщаний кар'єр до якого йде залізнична гілка.

## Назва
Свою нинішню назву село отримало в 1917 році, коли після повалення царизму до села приїхало два брати — гусари. Вони збудували собі цегляний будинок біля залізниці й займалися лікуванням людей. Селяни поважали добрих, щедрих і людяних гусарів, які користувалися заслуженим авторитетом в окрузі, що й послужило спочатку народною назвою села, яка невдовзі закріпилася й офіційно.

## Історія
Перші письмові відомості про с. Гусарівку відносяться до 1800 року й називалось це село спершу Іванівкою. За переказами, цими землями володів пан Іван, а перед смертю розділив свою землю й людей між синами — Дмитром, Павлом, Олександром та Іваном. Так у 1800 році й виникли села Ново-Павлівка, Ново-Дмитрівка, Ново-Олександрівка, Ново-Іванівка (Маяк).
За версією місцевих краєзнавців, у 1111 році через ці землі пройшов зі своїм військом Володимир Мономах, громлячи половецькі війська. А в 1188 році неподалік від нинішнього села відбувся останній бій дружин Сіверського князя Ігоря Святославовича з половцями, широко відомий зі «Слова о полку Ігоревім».
Пізніше, в XIII ст., через ці благодатні землі пройшли полчища татаро-монгол, перетворивши все навколишнє в так зване «Дике поле», І тільки в XVI столітті почалося поступове заселення краю, який став своєрідним форпостом для захисту запорізьких земель від набігів кримських татар. Ще й до цього часу біля с. Ново-Павлівка річку Сухий Торець у народі називають «татаркою», бо саме там був так званий татарський брід. Колись на території нинішньої Гусарівської ЗОШ була земляна фортеця, яка складалася з земляного валу й рову. Підсилена вона була редутами, у яких містилися форпости, а також блокгаузами. Блокгаузи (закриті приміщення для військ) були розташовані з внутрішнього боку лінії і використовувалися як опорні пункти. Посередині фортеці, як правило, знаходився колодязь для питної води. На жаль, навіть залишки її не збереглися. Вона також залишилась недослідженою, хоча в історичних документах згадується як Приторецька.
В 1869 році через села Нікополь та Гусарівка пролягла Курсько-Харківсько-Азовська залізниця, яка відіграла визначну роль у розвитку регіону.
Село постраждало внаслідок геноциду українського народу, проведеного урядом СРСР в 1932–1933 роках, кількість встановлених жертв — 93 людей.
12 червня 2020 року, відповідно до Розпорядження Кабінету Міністрів України  № 725-р «Про визначення адміністративних центрів та затвердження територій територіальних громад Харківської області», увійшло до складу Барвінківської міської територіальної громади.
19 липня 2020 року, в результаті адміністративно-територіальної реформи та ліквідації Барвінківського району, село увійшло до складу Ізюмського району.

## Економіка
- В селі є машино-тракторні майстерні.
- ВАТ «Гусарівський гірничо-збагачувальний комбінат формувальних матеріалів».

## Сьогодення
Нині в селі Гусарівка працює ЗОШ І — III ступенів, медична амбулаторія, Будинок культури, торговельні об'єкти
На території Гусарівської сільради діє залізнична станція Гусарівка, Гусарівський гірничо-збагачувальний комбінат, відкритий у 1933 році, філія ДП "Агрофірми «Шахтар», СТОВ «Василівське» й інші об'єкти господарського і соціально-культурного призначення.